# Mian Channu
Mian Channu (en ourdou : مِياں چُنّوں) est une ville pakistanaise, située dans le district de Khanewal, dans le centre de la province du Pendjab. Elle est également la capitale du tehsil éponyme.
La population de la ville a été multipliée par près de trois entre 1972 et 2017, passant de 31 935 habitants à 90 130. Entre 1998 et 2017, la croissance annuelle moyenne s'affiche à 1,7 %, moins que la moyenne nationale de 2,4 %. En 2023, la population de la ville monte à 140 112 habitants.
|            | 1972 (rec.) | 1981 (rec.) | 1998 (rec.) | 2017 (rec.) | 2023 (rec.) |
| ---------- | ----------- | ----------- | ----------- | ----------- | ----------- |
| Population | 31 935      | 40 609      | 64 859      | 90 130      | 140 112     |